# Trifolium diffusum
Trifolium diffusum là một loài thực vật có hoa trong họ Đậu. Loài này được Ehrh. miêu tả khoa học đầu tiên.